# Edgewood (Califòrnia)
Edgewood és una població dels Estats Units a l'estat de Califòrnia. Segons el cens del 2009 tenia 77 habitants.

## Demografia
Segons el cens del 2000, Edgewood tenia 67 habitants, 25 habitatges, i 19 famílies. La densitat de població era de 26,9 habitants/km².
Dels 25 habitatges en un 24% hi vivien nens de menys de 18 anys, en un 64% hi vivien parelles casades, en un 4% dones solteres, i en un 24% no eren unitats familiars. En el 16% dels habitatges hi vivien persones soles el 8% de les quals corresponia a persones de 65 anys o més que vivien soles. El nombre mitjà de persones vivint en cada habitatge era de 2,68 i el nombre mitjà de persones que vivien en cada família era de 3,05.
Per edats la població es repartia de la següent manera: un 28,4% tenia menys de 18 anys, un 3% entre 18 i 24, un 19,4% entre 25 i 44, un 28,4% de 45 a 60 i un 20,9% 65 anys o més.
L'edat mediana era de 45 anys. Per cada 100 dones de 18 o més anys hi havia 108,7 homes.
La renda mediana per habitatge era de 50.750 $ i la renda mediana per família de 50.500 $. Els homes tenien una renda mediana de 38.750 $ mentre que les dones 35.000 $. La renda per capita de la població era de 32.172 $. Entorn de l'11,1% de les famílies i el 10,9% de la població estaven per davall del llindar de pobresa.

## Poblacions més properes
El següent diagrama mostra les poblacions més properes.